# 曲阜周公庙
曲阜周公庙，位于山东省曲阜市市区东北，是一座纪念西周政治家、周武王之弟周公的庙宇，作为诸侯国鲁国的祖庙，周公庙是曲阜鲁国故城的中心。周公庙亦称“元圣庙”，因周公曾被封为“元圣”。2013年3月5日，被列为第七批全国重点文物保护单位。

## 结构
周公庙总面积占地75亩，历经宋、元、明、清6次修建。周公庙的正门称作棂星门，门内为第一进院，内有一东西甬道，左右各立有石坊一座。东坊额刻“经天纬地”，西坊额刻“制礼作乐”，赞颂周公功绩。二门为承德门，内有明代嘉靖、清代嘉庆时期所立的数座石碑。院两侧各有一小院，东为问礼堂故址，西为更衣厅故址。三门为达孝门，门前东侧的碑亭内有清代康熙御制的石碑。三门之内的元圣殿是周公庙的中心建筑，殿内有乾隆帝手写的楹联：“官礼功成宗国馨香传永世，图书象演尼山绕绪本先型”。殿中神龛中有周公塑像。

## 历史
宋真宗大中祥符元年（1008年），封周公为文宪王，在鲁国太庙旧址立庙。元武宗至大年间重修，之后周公庙又历经明宪宗成化二十二年（1486年）、明神宗万历二十二年（1594年）、清乾隆二年（1737年）、乾隆三十五年（1770年）等4次重修。

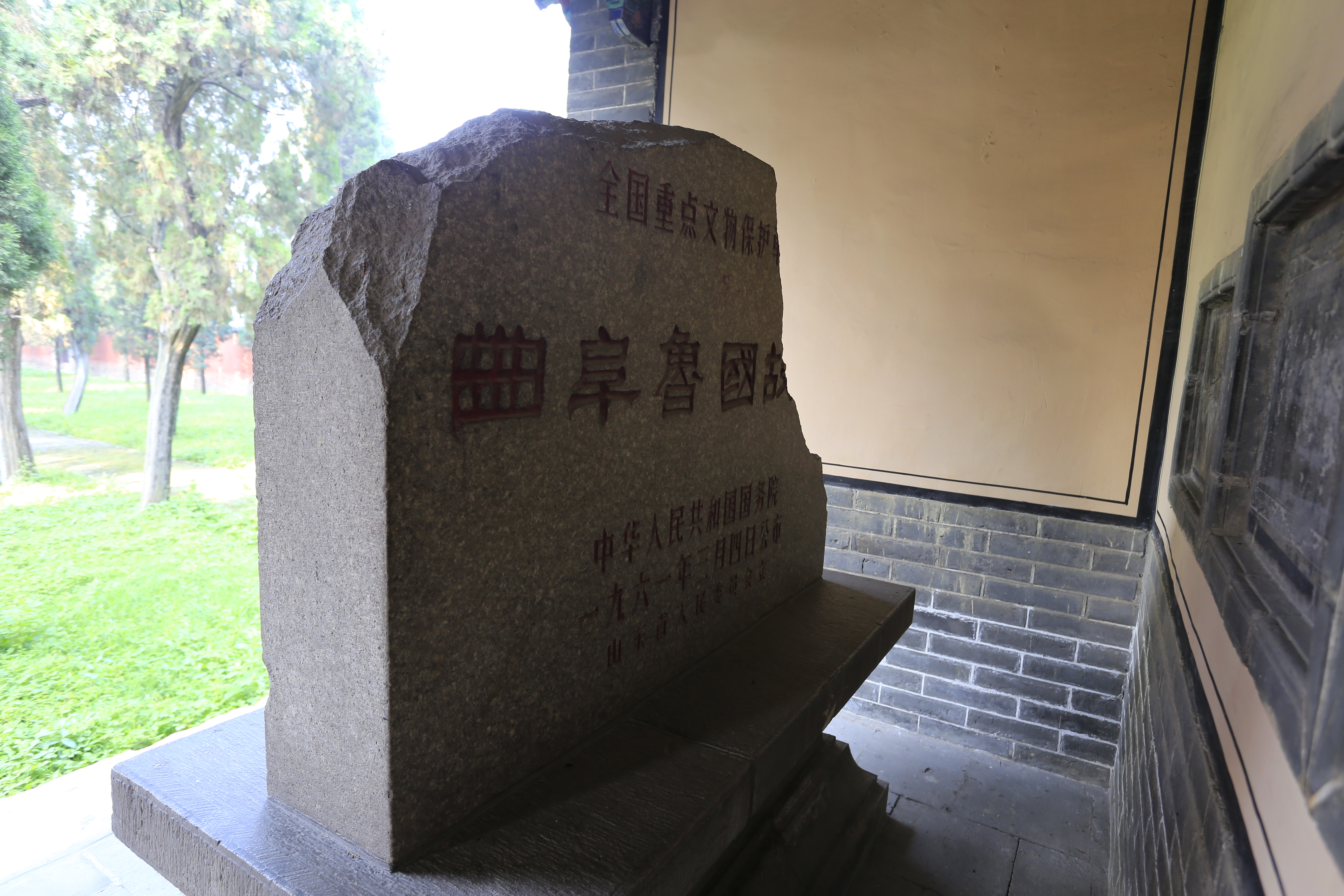
文革被砸石碑正面

文化大革命期间（1966-1976年），周公庙遭红卫兵破坏。其中，1961年“曲阜鲁国故城”第一批全国重点文物保护单位的石碑被砸坏，周公庙棂星门门顶上坐着的四尊罗汉被砸碎，周公泥像和神龛也被拉倒破坏。

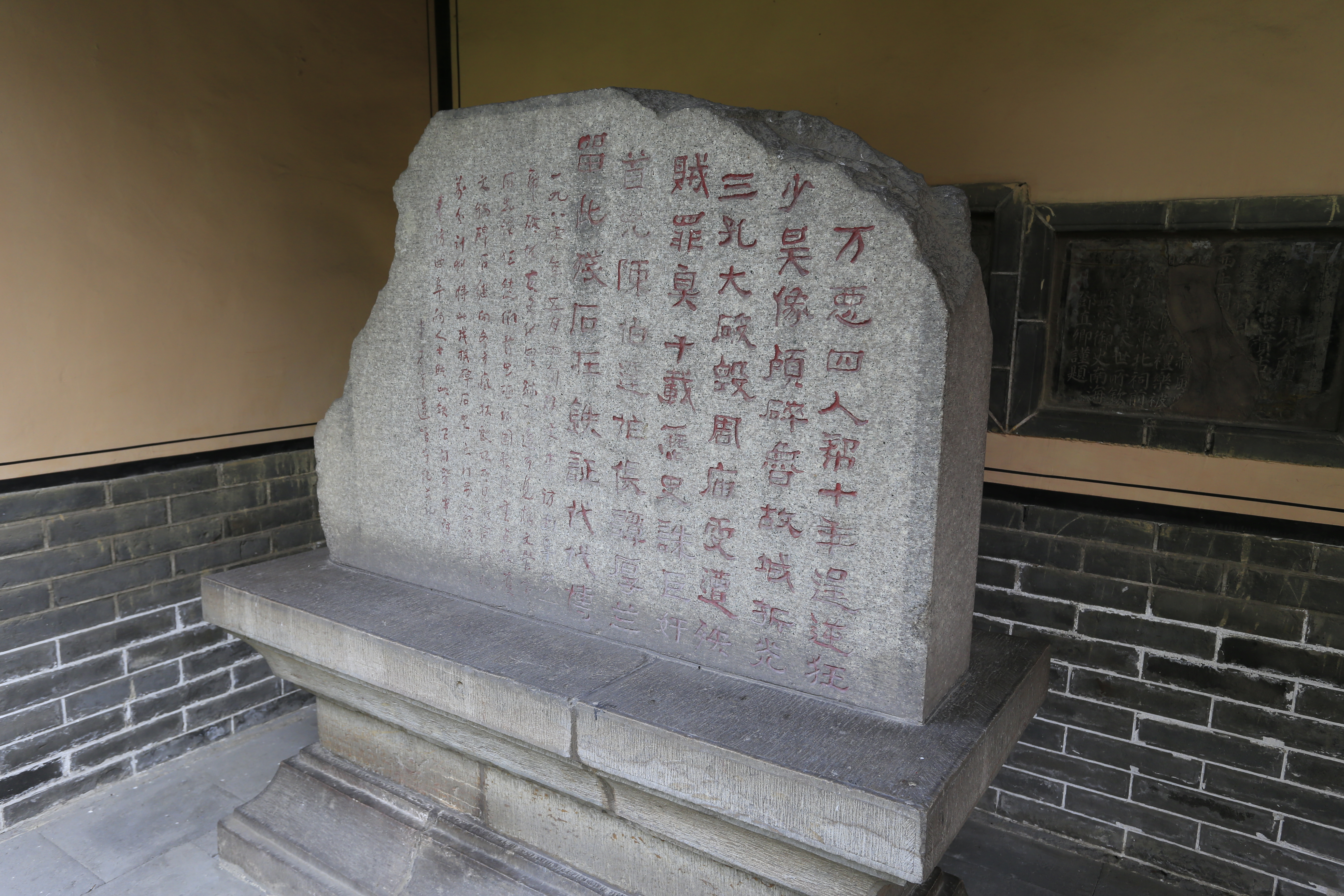
原国家税务总局局长、山东省副省长李予昂，于1980年陪客人来曲阜时的题诗。

1977年，周公庙被列为山东省第一批省级重点文物保护单位。1978年后，政府拨款整修，新塑周公、鲁公像于元圣殿内，使庙貌一新。原国家税务总局局长、山东省副省长李予昂曾于1980年到访，题写诗一首，并被刻在残碑的背面，让游人记住文革时期曲阜文物惨遭破坏的历史：
万恶四人帮，十年逞逆狂。
少昊像颅碎，鲁故城折光。
三孔大破毁，周庙受遭殃。
贼罪臭千载，历史诛巨奸。
首凶陈伯达，作伥谭厚兰。

留此残石在，铁证代代传。
2013年3月5日，曲阜周公庙被公布为第七批全国重点文物保护单位。